# Мори (род)

Камон рода Мори

Род Мори (яп. 毛利氏, もうりし) — японский самурайский род периодов Камакура, Муромати, Сэнгоку и Эдо.

## История
Мори являются потомками Оэ-но Хиромото (1148—1225), военного стратега и политического советника сёгуната в Камакуре.
Со средины XIV века род Мори стал хозяином незначительных владений в провинции Аки (современная префектура Хиросима).

### Средние века

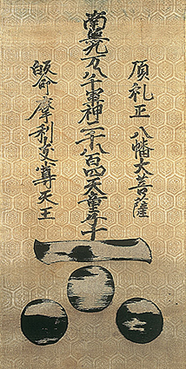
Уцелевшая часть флага рода Мори

В XVI веке род Мори был одним из многих небольших самурайских родов провинции Аки. Его политический курс менялся в зависимости от движения могущественных войск западного или южного соседа — родов Оути (современная префектура Ямагути) и Амаго (современная префектура Симане). Род Мори также ослабляли постоянные внутренние ссоры вассалов и слабое здоровье его глав, которые умирали, не успевая провести необходимые реформы.
Ситуация изменилась при Мори Мотонари (1497—1571), которому удалось удачно сыграть на противоречиях соседей и упрочить свои позиции, увеличив владения собственного рода. В 1555 году, воспользовавшись мятежом вассала Суэ Харутака в роде Оути, он захватил все владения этого рода, победив войска противника в битве при Ицукусима под предлогом «мести за сюзерена». В 1566 году Мори Мотонари смог уничтожить северного соседа — род Амако, и стал хозяином всего региона Тюгоку. Благодаря брачным махинациям он захватил лидерство в влиятельных родах Киккава (хозяев серебряных рудников в Ивами) и Кобаякава (пиратского рода во Внутреннем Японском море), сделав своих двоих сыновей главами этих родов.
Лидерство внука Мотонари, Мори Тэрумото (1553—1625), обозначилось ослаблением внешней политики рода. Несмотря на удачную войну против рода Ода, род Мори заключил союз с его преемником, Тоётоми Хидэёси, а в дальнейшем стал его вассалом. В 1600 году недальновидное решение Тэрумото присоединиться к силам «западной коалиции», которая противостояла новому амбициозному лидеру и будущему сёгуну Токугаве Иэясу, стоило роду Мори всех восточных владений вместе с главной резиденцией в замке Хиросима. От сёгуната Тэрумото получил только две провинции Суо и Нагато (современная префектура Ямагути).

### Новое время
Через 250 лет род Мори стал одним из инициаторов реставрации Мэйдзи (1868), и вместе с родом Ямаути, владельцем провинции Тоса (современная префектура Коти), и родом Симадзу, владельцем провинции Сацума (современная префектура Кагосима), основал новое правительство, которое положило начало созданию Японской империи. Причастные к этому лица занимали основные должности в японском кабинете министров и имперской армии до поражения страны во Второй мировой войне в 1945 году.
Хотя военная организация Мори распалась, сам род сохранился по сей день. Многие члены этого рода до сих пор являются активными членами японского политикума.

## Главы рода Мори
| №  | На русском языке | На японском языке | Камон | Статус  | Период      | Доход   |
| -- | ---------------- | ----------------- | ----- | ------- | ----------- | ------- |
| 1  | Мори Хидэнари    | 毛利秀就          |       | тодзама | 1600 — 1651 | 369 000 |
| 2  | Мори Цунахиро    | 毛利綱広          |       | тодзама | 1651 — 1682 | 369 000 |
| 3  | Мори Ёсинари     | 毛利吉就          |       | тодзама | 1682 — 1694 | 376 000 |
| 4  | Мори Ёсихиро     | 毛利吉広          |       | тодзама | 1694 — 1707 | 369 000 |
| 5  | Мори Ёсимото     | 毛利吉元          |       | тодзама | 1707 — 1731 | 369 000 |
| 6  | Мори Мунэхиро    | 毛利宗広          |       | тодзама | 1731 — 1751 | 369 000 |
| 7  | Мори Сигэнари    | 毛利重就          |       | тодзама | 1751 — 1782 | 369 000 |
| 8  | Мори Харутика    | 毛利治親          |       | тодзама | 1782 — 1791 | 369 000 |
| 9  | Мори Нарифуса    | 毛利斉房          |       | тодзама | 1791 — 1809 | 369 000 |
| 10 | Мори Нарихиро    | 毛利斉熙          |       | тодзама | 1809 — 1824 | 369 000 |
| 11 | Мори Наримото    | 毛利斉元          |       | тодзама | 1824 — 1836 | 369 000 |
| 12 | Мори Нарихиро    | 毛利斉広          |       | тодзама | 1836        | 369 000 |
| 13 | Мори Такатика    | 毛利敬親          |       | тодзама | 1836 — 1869 | 369 000 |
| 14 | Мори Мотонори    | 毛利元徳          |       | тодзама | 1869 — 1871 | 369 000 |